# مدار ۶۱ درجه شمالی
مدار ۶۱ درجه شمالی، دایره‌ای از عرض جغرافیایی است که در ۶۱ درجهٔ شمالی خط استوا  قرار دارد.

## گذر از مناطق
از نصف‌النهار مبدأ شروع می‌شود و به سمت مشرق ۶۱ درجه شمالی از موارد زیر گذر می‌کند:
| مختصات‌ها                                             | کشور، قلمرو یا دریا | توضیحات |
| ---------------------------------------------------- | ------------------- | --- |
| ۶۱°۰′ شمالی ۰°۰′ شرقی / ۶۱٫۰۰۰°شمالی ۰٫۰۰۰°شرقی      | اقیانوس اطلس        | Defines the border between دریای شمال و دریای نروژ                                                              |
| ۶۱°۰′ شمالی ۴°۴۰′ شرقی / ۶۱٫۰۰۰°شمالی ۴٫۶۶۷°شرقی     | نروژ                | جزیرهٔ Ytre Sula و Hiserøyna, and the mainland                                                                   |
| ۶۱°۰′ شمالی ۱۲°۱۴′ شرقی / ۶۱٫۰۰۰°شمالی ۱۲٫۲۳۳°شرقی   | سوئد                | |
| ۶۱°۰′ شمالی ۱۷°۱۳′ شرقی / ۶۱٫۰۰۰°شمالی ۱۷٫۲۱۷°شرقی   | دریای بالتیک        | خلیج بوتنی |
| ۶۱°۰′ شمالی ۲۱°۱۷′ شرقی / ۶۱٫۰۰۰°شمالی ۲۱٫۲۸۳°شرقی   | فنلاند              | |
| ۶۱°۰′ شمالی ۲۸°۴۱′ شرقی / ۶۱٫۰۰۰°شمالی ۲۸٫۶۸۳°شرقی   | روسیه               | Passing through دریاچه لادوگا, دریاچه اونگا and by the approximate کانون (زمین‌لرزه) of the 1908 رویداد تونگوسکا |
| ۶۱°۰′ شمالی ۱۵۶°۵′ شرقی / ۶۱٫۰۰۰°شمالی ۱۵۶٫۰۸۳°شرقی  | دریای اختسک         | Gizhigin Bay |
| ۶۱°۰′ شمالی ۱۵۹°۵۳′ شرقی / ۶۱٫۰۰۰°شمالی ۱۵۹٫۸۸۳°شرقی | روسیه               | |
| ۶۱°۰′ شمالی ۱۶۱°۱۰′ شرقی / ۶۱٫۰۰۰°شمالی ۱۶۱٫۱۶۷°شرقی | دریای اختسک         | Penzhin Bay |
| ۶۱°۰′ شمالی ۱۶۳°۳۰′ شرقی / ۶۱٫۰۰۰°شمالی ۱۶۳٫۵۰۰°شرقی | روسیه               | شبه‌جزیره کامچاتکا                                                                                               |
| ۶۱°۰′ شمالی ۱۷۲°۱۱′ شرقی / ۶۱٫۰۰۰°شمالی ۱۷۲٫۱۸۳°شرقی | دریای برینگ         | |
| ۶۱°۰′ شمالی ۱۶۵°۱۰′ غربی / ۶۱٫۰۰۰°شمالی ۱۶۵٫۱۶۷°غربی | ایالات متحده آمریکا | آلاسکا |
| ۶۱°۰′ شمالی ۱۵۱°۳۰′ غربی / ۶۱٫۰۰۰°شمالی ۱۵۱٫۵۰۰°غربی | Cook Inlet          | |
| ۶۱°۰′ شمالی ۱۵۰°۳۱′ غربی / ۶۱٫۰۰۰°شمالی ۱۵۰٫۵۱۷°غربی | ایالات متحده آمریکا | آلاسکا - Kenai Peninsula                                                                                        |
| ۶۱°۰′ شمالی ۱۵۰°۱۹′ غربی / ۶۱٫۰۰۰°شمالی ۱۵۰٫۳۱۷°غربی | Cook Inlet          | Turnagain Arm                                                                                                   |
| ۶۱°۰′ شمالی ۱۴۹°۳۹′ غربی / ۶۱٫۰۰۰°شمالی ۱۴۹٫۶۵۰°غربی | ایالات متحده آمریکا | آلاسکا |
| ۶۱°۰′ شمالی ۱۴۱°۰′ غربی / ۶۱٫۰۰۰°شمالی ۱۴۱٫۰۰۰°غربی  | کانادا              | یوکان نورت‌وست تریتوریز - passing through the دریاچه گریت اسلیو نوناووت                                          |
| ۶۱°۰′ شمالی ۹۴°۱۰′ غربی / ۶۱٫۰۰۰°شمالی ۹۴٫۱۶۷°غربی   | خلیج هودسن          | |
| ۶۱°۰′ شمالی ۷۷°۵۹′ غربی / ۶۱٫۰۰۰°شمالی ۷۷٫۹۸۳°غربی   | کانادا              | کبک - Ungava Peninsula نوناووت - Diana Island                                                                   |
| ۶۱°۰′ شمالی ۶۹°۵۵′ غربی / ۶۱٫۰۰۰°شمالی ۶۹٫۹۱۷°غربی   | Diana Bay           | |
| ۶۱°۰′ شمالی ۶۹°۴۰′ غربی / ۶۱٫۰۰۰°شمالی ۶۹٫۶۶۷°غربی   | کانادا              | کبک - Ungava Peninsula                                                                                          |
| ۶۱°۰′ شمالی ۶۹°۲۸′ غربی / ۶۱٫۰۰۰°شمالی ۶۹٫۴۶۷°غربی   | تنگه هودسن          | |
| ۶۱°۰′ شمالی ۶۴°۴۳′ غربی / ۶۱٫۰۰۰°شمالی ۶۴٫۷۱۷°غربی   | تنگه دیویس          | |
| ۶۱°۰′ شمالی ۴۸°۲۴′ غربی / ۶۱٫۰۰۰°شمالی ۴۸٫۴۰۰°غربی   | گرینلند             | |
| ۶۱°۰′ شمالی ۴۲°۴۱′ غربی / ۶۱٫۰۰۰°شمالی ۴۲٫۶۸۳°غربی   | اقیانوس اطلس        | گذرکردن از شمال Out Stack, Muckle Flugga و Unst, شتلند, اسکاتلند, بریتانیا                                      |